# Puertoricaanse aratinga
De Puertoricaanse aratinga (Psittacara maugei; synoniem: Aratinga chloroptera maugei) is een vogel uit de familie Psittacidae (papegaaien van Afrika en de Nieuwe Wereld).

## Verspreiding en leefgebied
Deze soort was endemisch op Mona (nabij Puerto Rico), maar is uitgestorven rond 1900 als gevolg van jacht en ontbossing op het eiland.

## Status
De Puertoricaanse aratinga komt niet als aparte soort voor op de lijst van het IUCN, maar is daar een ondersoort van de Hispaniola-aratinga (P. chloropterus maugei).